# Echipele Campionatului Mondial al Cluburilor FIFA 2017
Fiecare echipă de la Echipele Campionatului Mondial al Cluburilor 2017 trebuie să numească o echipă de 23 de persoane (dintre care trei trebuie să fie portari). Înlocuirea prejudiciilor este permisă până la 24 de ore înainte de primul meci al echipei.

## Al Jazira
Manager:  Henk ten Cate
| Nr. |                       | Poziție | Jucător            |
| --- | --------------------- | ------- | ------------------ |
| 1   | Emiratele Arabe Unite | P       | Ali Khasif         |
| 2   | Emiratele Arabe Unite | F       | Mohamed Fawzi      |
| 3   | Emiratele Arabe Unite | F       | Salem Al-Eidi      |
| 4   | Emiratele Arabe Unite | F       | Mohammed Ali Ayed  |
| 5   | Emiratele Arabe Unite | F       | Musallem Fayez     |
| 6   | Emiratele Arabe Unite | F       | Saif Khalfan       |
| 7   | Emiratele Arabe Unite | A       | Ali Mabkhout       |
| 9   | Uzbekistan            | M       | Sardor Rashidov    |
| 10  | Maroc                 | M       | Mbark Boussoufa    |
| 12  | Emiratele Arabe Unite | F       | Salem Rashid Obaid |
| 14  | Emiratele Arabe Unite | F       | Eisa Al-Otaibah    |
| 15  | Emiratele Arabe Unite | M       | Khalfan Mubarak    |

| Nr. |                       | Poziție | Jucător             |
| --- | --------------------- | ------- | ------------------- |
| 21  | Emiratele Arabe Unite | M       | Yaqoub Al Hosani    |
| 31  | Brazilia              | A       | Romarinho           |
| 35  | Egipt                 | M       | Abdullah Ramadan    |
| 36  | Emiratele Arabe Unite | P       | Khaled Al-Senani    |
| 40  | Emiratele Arabe Unite | F       | Mohammed Al Attas   |
| 44  | Emiratele Arabe Unite | F       | Fares Juma Al Saadi |
| 45  | Emiratele Arabe Unite | A       | Ahmed Rabee         |
| 50  | Emiratele Arabe Unite | M       | Mohammed Jamal      |
| 56  | Emiratele Arabe Unite | P       | Abdurahman Al-Ameri |
| 70  | Emiratele Arabe Unite | A       | Ahmed Al Attas      |
| 80  | Emiratele Arabe Unite | F       | Salem Ali Ibrahim   |

## Auckland City
Auckland și-a numit echipa în 27 noiembrie 2017.
Manager:  Ramon Tribulietx
| Nr. |               | Poziție | Jucător                   |
| --- | ------------- | ------- | ------------------------- |
| 1   | Spania        | P       | Eñaut Zubikarai           |
| 2   | Noua Zeelandă | F       | Liam Graham               |
| 3   | Japonia       | F       | Takuya Iwata              |
| 4   | Croația       | M       | Mario Bilen               |
| 5   | Spania        | F       | Ángel Berlanga (capitan)  |
| 6   | Noua Zeelandă | M       | Te Atawhai Hudson-Wihongi |
| 7   | Noua Zeelandă | M       | Cameron Howieson          |
| 8   | Spania        | M       | Albert Riera              |
| 9   | Anglia        | F       | Darren White              |
| 10  | Noua Zeelandă | A       | Ryan De Vries             |
| 11  | Mexic         | M       | Fabrizio Tavano           |
| 12  | Noua Zeelandă | A       | Kris Bright               |

| Nr. |                  | Poziție | Jucător         |
| --- | ---------------- | ------- | --------------- |
| 13  | Noua Zeelandă    | F       | Alfie Rogers    |
| 15  | Noua Zeelandă    | M       | Dan Morgan      |
| 16  | Coreea de Sud    | F       | Kim Dae-wook    |
| 17  | Noua Zeelandă    | M       | Reid Drake      |
| 18  | Noua Zeelandă    | P       | Danyon Drake    |
| 19  | Insulele Solomon | M       | Micah Lea'alafa |
| 20  | Argentina        | A       | Emiliano Tade   |
| 21  | Noua Zeelandă    | F       | Harry Edge      |
| 23  | Serbia           | F       | Marko Đorđević  |
| 24  | Noua Zeelandă    | P       | Conor Tracey    |
| 26  | Noua Zeelandă    | A       | Callum McCowatt |

## Grêmio
Manager:  Renato Portaluppi
| Nr. |           | Poziție | Jucător                      |
| --- | --------- | ------- | ---------------------------- |
| 1   | Brazilia  | P       | Marcelo Grohe                |
| 2   | Brazilia  | F       | Edílson                      |
| 3   | Brazilia  | F       | Pedro Geromel (vice-capitan) |
| 4   | Argentina | F       | Walter Kannemann             |
| 5   | Brazilia  | M       | Michel                       |
| 7   | Brazilia  | A       | Luan                         |
| 8   | Brazilia  | M       | Maicon (capitan)             |
| 9   | Brazilia  | A       | Jael                         |
| 11  | Brazilia  | A       | Everton                      |
| 12  | Brazilia  | F       | Bruno Cortez                 |
| 14  | Brazilia  | F       | Bruno Rodrigo                |
| 15  | Brazilia  | F       | Rafael Thyere                |

| Nr. |          | Poziție | Jucător                             |
| --- | -------- | ------- | ----------------------------------- |
| 17  | Brazilia | M       | Ramiro                              |
| 18  | Paraguay | A       | Lucas Barrios                       |
| 21  | Brazilia | A       | Fernandinho                         |
| 22  | Brazilia | F       | Bressan                             |
| 25  | Brazilia | M       | Jailson                             |
| 26  | Brazilia | F       | Marcelo Oliveira (Al 3-lea capitan) |
| 28  | Brazilia | M       | Kaio                                |
| 29  | Brazilia | M       | Arthur                              |
| 30  | Brazilia | P       | Bruno Grassi                        |
| 48  | Brazilia | P       | Paulo Victor                        |
| 88  | Brazilia | F       | Léo Moura                           |

## Pachuca
Manager:  Diego Alonso
| Nr. |                            | Poziție | Jucător                   |
| --- | -------------------------- | ------- | ------------------------- |
| 2   | Japonia                    | M       | Keisuke Honda             |
| 4   | Statele Unite ale Americii | F       | Omar Gonzalez             |
| 5   | Mexic                      | M       | Víctor Guzmán             |
| 6   | Mexic                      | F       | Raúl Lopez                |
| 7   | Chile                      | A       | Ángelo Sagal              |
| 9   | Argentina                  | A       | Germán Cano               |
| 10  | Uruguay                    | M       | Jonathan Urretaviscaya    |
| 11  | Chile                      | A       | Edson Puch                |
| 12  | Mexic                      | F       | Emmanuel García           |
| 13  | Mexic                      | P       | Alfonso Blanco            |
| 14  | Mexic                      | M       | Érick Aguirre             |
| 15  | Mexic                      | M       | Érick Gutiérrez (capitan) |

| Nr. |           | Poziție | Jucător                        |
| --- | --------- | ------- | ------------------------------ |
| 16  | Mexic     | M       | Jorge Hernández (vice-capitan) |
| 18  | Mexic     | F       | Joaquín Martínez               |
| 19  | Mexic     | M       | Tony Figueroa                  |
| 21  | Mexic     | P       | Óscar Pérez                    |
| 22  | Mexic     | P       | Abraham Romero                 |
| 23  | Columbia  | F       | Óscar Murillo                  |
| 25  | Mexic     | F       | Alexis Peña                    |
| 26  | Uruguay   | F       | Robert Herrera                 |
| 29  | Argentina | A       | Franco Jara                    |
| 89  | Mexic     | A       | Roberto de la Rosa             |
| 98  | Mexic     | M       | Erick Sánchez                  |

## Real Madrid
Manager:  Zinedine Zidane
| Nr. |              | Poziție | Jucător                         |
| --- | ------------ | ------- | ------------------------------- |
| 1   | Costa Rica   | P       | Keylor Navas                    |
| 2   | Spania       | F       | Dani Carvajal                   |
| 4   | Spania       | F       | Sergio Ramos (captain)          |
| 5   | Franța       | F       | Raphaël Varane                  |
| 6   | Spania       | F       | Nacho                           |
| 7   | Portugalia   | A       | Cristiano Ronaldo (3rd captain) |
| 8   | Germania     | M       | Toni Kroos                      |
| 9   | Franța       | A       | Karim Benzema (4th captain)     |
| 10  | Croația      | M       | Luka Modrić                     |
| 11  | Țara Galilor | A       | Gareth Bale                     |
| 12  | Brazilia     | F       | Marcelo (vice-captain)          |
| 13  | Spania       | P       | Kiko Casilla                    |

| Nr. |          | Poziție | Jucător         |
| --- | -------- | ------- | --------------- |
| 14  | Brazilia | M       | Casemiro        |
| 15  | Franța   | F       | Theo Hernández  |
| 17  | Spania   | A       | Lucas Vázquez   |
| 18  | Spania   | M       | Marcos Llorente |
| 19  | Maroc    | F       | Achraf Hakimi   |
| 20  | Spania   | M       | Marco Asensio   |
| 21  | Spania   | A       | Borja Mayoral   |
| 22  | Spania   | M       | Isco            |
| 23  | Croația  | M       | Mateo Kovačić   |
| 24  | Spania   | M       | Dani Ceballos   |
| 35  | Spania   | P       | Moha Ramos      |

## Urawa Red Diamonds
Manager:  Takafumi Hori
| Nr. |          | Poziție | Jucător           |
| --- | -------- | ------- | ----------------- |
| 1   | Japonia  | P       | Shusaku Nishikawa |
| 2   | Brazilia | F       | Maurício Antônio  |
| 3   | Japonia  | M       | Tomoya Ugajin     |
| 4   | Japonia  | F       | Daisuke Nasu      |
| 5   | Japonia  | F       | Tomoaki Makino    |
| 6   | Japonia  | F       | Wataru Endo       |
| 7   | Japonia  | M       | Tsukasa Umesaki   |
| 8   | Brazilia | A       | Rafael da Silva   |
| 9   | Japonia  | A       | Yuki Muto         |
| 10  | Japonia  | M       | Yosuke Kashiwagi  |
| 13  | Japonia  | A       | Toshiyuki Takagi  |
| 15  | Japonia  | M       | Kazuki Nagasawa   |

| Nr. |          | Poziție | Jucător            |
| --- | -------- | ------- | ------------------ |
| 16  | Japonia  | M       | Takuya Aoki        |
| 18  | Japonia  | M       | Yoshiaki Komai     |
| 20  | Japonia  | A       | Tadanari Lee       |
| 21  | Slovenia | A       | Zlatan Ljubijankić |
| 22  | Japonia  | M       | Yuki Abe (captain) |
| 23  | Japonia  | P       | Nao Iwadate        |
| 25  | Japonia  | P       | Tetsuya Enomoto    |
| 30  | Japonia  | A       | Shinzo Koroki      |
| 38  | Japonia  | M       | Daisuke Kikuchi    |
| 39  | Japonia  | M       | Shinya Yajima      |
| 46  | Japonia  | F       | Ryota Moriwaki     |

## Wydad Casablanca
Manager:  Hussein Amotta
| Nr. |                  | Poziție | Jucător                          |
| --- | ---------------- | ------- | -------------------------------- |
| 4   | Maroc            | M       | Salaheddine Saidi (vice-captain) |
| 5   | Maroc            | F       | Amine Atouchi                    |
| 6   | Maroc            | M       | Brahim Nekkach (captain)         |
| 7   | Maroc            | A       | Mohamed Ounajem                  |
| 8   | Maroc            | F       | Badr Gaddarine                   |
| 9   | Maroc            | A       | Mohammed Aoulad                  |
| 10  | Coasta de Fildeș | A       | Guillaume Nicaise Daho           |
| 11  | Maroc            | M       | Ismail Haddad                    |
| 12  | Maroc            | P       | Badreddine Benachour             |
| 13  | Maroc            | F       | Youssef Rabeh                    |
| 17  | Maroc            | A       | Achraf Bencharki                 |
| 18  | Maroc            | M       | Walid El Karti                   |

| Nr. |                  | Poziție | Jucător              |
| --- | ---------------- | ------- | -------------------- |
| 19  | Maroc            | M       | Amin Tighazoui       |
| 22  | Maroc            | P       | Zouheir Laaroubi     |
| 24  | Maroc            | M       | Jamel Aït Ben Idir   |
| 25  | Burkina Faso     | F       | Mohamed Ouattara     |
| 26  | Maroc            | M       | Abdeladim Khadrouf   |
| 27  | Maroc            | A       | Zakaria El Hachimi   |
| 28  | Maroc            | F       | Abdelatif Noussir    |
| 29  | Maroc            | P       | Yassine El Kharroubi |
| 30  | Maroc            | M       | Mohamed Nahiri       |
| 31  | Coasta de Fildeș | F       | Cheick Comara        |
| 37  | Maroc            | A       | Reda Hajhouj         |

## Lincuri externe
- Oficial FIFA Club World Cup website